# Eliseu Cassamá
Eliseu Mendja Nadjack Soares Cassamá (Bissau, 6 febbraio 1994) è un calciatore guineense con cittadinanza portoghese, difensore dello Sciaffusa.

## Caratteristiche tecniche
È un terzino destro.

## Carriera

### Club
Ha esordito in Primeira Liga il 12 agosto 2016 con la maglia del Rio Ave in un match perso 3-1 contro il Porto.

### Nazionale
Nel 2014 ha giocato una partita con la nazionale portoghese Under-20. Successivamente ha scelto di rappresentare la Guinea-Bissau, con la cui nazionale maggiore ha esordito nel 2018, partecipando anche alla Coppa d'Africa nel 2019.

## Statistiche

### Presenze e reti nei club
Statistiche aggiornate al 7 luglio 2017.
| Stagione             | Squadra              | Campionato           | Campionato | Campionato | Coppe nazionali | Coppe nazionali | Coppe nazionali | Coppe continentali | Coppe continentali | Coppe continentali | Altre coppe | Altre coppe | Altre coppe | Totale | Totale | Totale |
| Stagione             | Squadra              | Comp                 | Pres       | Reti       | Comp            | Pres            | Reti            | Comp               | Pres               | Reti               | Comp        | Pres        | Reti        | Pres   | Reti   |        |
| -------------------- | -------------------- | -------------------- | ---------- | ---------- | --------------- | --------------- | --------------- | ------------------ | ------------------ | ------------------ | ----------- | ----------- | ----------- | ------ | ------ | ------ |
| 2013-2014            | Joane                | 3D                   | 25         | 2          | TP              | 1               | 0               |                    | -                  | -                  |             | -           | -           | 26     | 2      |        |
| 2014-2015            | Reus                 | SB                   | 33         | 0          | CR              | 0               | 0               |                    | -                  | -                  |             | -           | -           | 33     | 0      |        |
| 2015-2016            | Reus                 | SB                   | 17         | 0          | CR              | 4               | 0               |                    | -                  | -                  |             | -           | -           | 21     | 0      |        |
| Totale Reus Deportiu | Totale Reus Deportiu | Totale Reus Deportiu | 50         | 0          |                 | 4               | 0               |                    | -                  | -                  |             | -           | -           | 54     | 0      |        |
| 2016-2017            | Rio Ave              | PL                   | 7          | 0          | TP+TL           | 4+0             | 0               | UEL                | 2                  | 0                  |             | -           | -           | 13     | 0      |        |
| Totale carriera      | Totale carriera      | Totale carriera      | 82         | 2          |                 | 9               | 0               |                    | 2                  | 0                  |             | -           | -           | 93     | 2      |        |

### Cronologia presenze e reti in nazionale
| Cronologia completa delle presenze e delle reti in nazionale ― Guinea-Bissau | Cronologia completa delle presenze e delle reti in nazionale ― Guinea-Bissau | Cronologia completa delle presenze e delle reti in nazionale ― Guinea-Bissau | Cronologia completa delle presenze e delle reti in nazionale ― Guinea-Bissau | Cronologia completa delle presenze e delle reti in nazionale ― Guinea-Bissau | Cronologia completa delle presenze e delle reti in nazionale ― Guinea-Bissau | Cronologia completa delle presenze e delle reti in nazionale ― Guinea-Bissau | Cronologia completa delle presenze e delle reti in nazionale ― Guinea-Bissau |
| Data                                                                         | Città                                                                        | In casa                                                                      | Risultato                                                                    | Ospiti                                                                       | Competizione                                                                 | Reti                                                                         | Note                                                                         |
| ---------------------------------------------------------------------------- | ---------------------------------------------------------------------------- | ---------------------------------------------------------------------------- | ---------------------------------------------------------------------------- | ---------------------------------------------------------------------------- | ---------------------------------------------------------------------------- | ---------------------------------------------------------------------------- | ---------------------------------------------------------------------------- |
| 22-3-2018                                                                    | Limeil-Brévannes                                                             | Burkina Faso                                                                 | 2 – 0                                                                        | Guinea-Bissau                                                                | Amichevole                                                                   | -                                                                            |                                                                              |
| 8-9-2018                                                                     | Maputo                                                                       | Mozambico                                                                    | 2 – 2                                                                        | Guinea-Bissau                                                                | Qual. Coppa d'Africa 2019                                                    | -                                                                            | 79’                                                                          |
| 10-10-2018                                                                   | Ndola                                                                        | Zambia                                                                       | 2 – 1                                                                        | Guinea-Bissau                                                                | Qual. Coppa d'Africa 2019                                                    | -                                                                            |                                                                              |
| 14-10-2018                                                                   | Bissau                                                                       | Guinea-Bissau                                                                | 2 – 1                                                                        | Zambia                                                                       | Qual. Coppa d'Africa 2019                                                    | -                                                                            | 50’                                                                          |
| 17-11-2018                                                                   | Windhoek                                                                     | Namibia                                                                      | 0 – 0                                                                        | Kenya                                                                        | Qual. Coppa d'Africa 2019                                                    | -                                                                            |                                                                              |
| 23-3-2019                                                                    | Bissau                                                                       | Guinea-Bissau                                                                | 2 – 2                                                                        | Mozambico                                                                    | Qual. Coppa d'Africa 2019                                                    | -                                                                            |                                                                              |
| Totale                                                                       |                                                                              | Presenze                                                                     | 6                                                                            |                                                                              | Reti                                                                         | 0                                                                            |                                                                              |

## Palmarès
- Challenge League: 1

Grasshoppers: 2020-2021